# Stadion am Quenz
Le Stadion am Quenz, également connu sous le nom de Stahlstadion, est un stade omnisports allemand, utilisé pour le football, situé dans la ville de Brandebourg-sur-la-Havel, dans le Brandebourg.
Le stade, doté de 15 500 places et inauguré en 1955, sert d'enceinte à domicile à l'équipe de football du FC Stahl Brandenburg.

## Histoire
Le Stahlstadion (en français : Stade d'acier) ouvre ses portes en 1955 (après trois ans de travaux) dans le quartier ouest de la ville de Quenzsiedlung (d'où est tiré le nom officiel du stade), construit par l'entreprise industrielle Stahl- und Walzwerk Brandenburg pour son club sportif du BSG Stahl Brandenburg.
Les murs du stade empilés étaient en grande partie constitués des décombres d'un camp de prisonniers de guerre situé au même endroit jusqu'en 1945.
La finale de la Coupe de RDA de football entre le BSG Motor Zwickau et le Hansa Rostock (3-0) se déroule au stade le 30 avril 1967 devant 10 000 spectateurs.
Avec la promotion du BSG Stahl Brandenburg en championnat de RDA D2 (DDR-Liga) en 1970, le stade est rénové et des travaux d'expansion sont menés de décembre 1970 à août 1971 (passant à 12 000 spectateurs).
À la suite de la promotion du BSG Stahl Brandenburg en championnat de RDA (DDR-Oberliga) en 1984, le stade subit une seconde phase de rénovation. la tribune principale est construite avec environ 800 sièges couverts, les places debout en virage sont agrandies et un panneau d'affichage électronique est installé en 1986.
Le record d'affluence au stade est de 18 000 spectateurs lors d'un match nul de Coupe UEFA 1-1 entre le Stahl Brandenburg et l'IFK Göteborg le 5 novembre 1986 (même si, selon des données non officielles, le nombre de spectateurs avait auparavant atteint 22 000).
Durant la saison 1988-89, la construction d'un système de projecteurs débute pour s'achever en 1996 (la même année où la piste de cendres est remplacée par une nouvelle piste de tartan).
Après que l'aciérie se soit retirée du financement sportif en 1990 en raison de mauvaises conditions économiques, la ville de Brandebourg reprend le stade.
En janvier 1993, le stade est rebaptisé Stadion am Quenz.

## Événements
- 30 avril 1967 : Finale de la Coupe de RDA de football

### Matchs internationaux de football
| Date        | Compétition  | Équipes                              | Score | Affluence |
| ----------- | ------------ | ------------------------------------ | ----- | --------- |
| 13 mai 1987 | Match amical | Allemagne de l'Est — Tchécoslovaquie | 2-0   | 3 000     |

### Matchs internationaux de rugby à XV
| Date        | Compétition  | Équipes                              | Score | Affluence |
| ----------- | ------------ | ------------------------------------ | ----- | --------- |
| 27 mai 1989 | Match amical | Allemagne de l'Est — Tchécoslovaquie | 19-38 | —         |